# Fred Reynolds
Fred Reynolds (ur. 20 sierpnia 1960 w Lufkin) – amerykański koszykarz, występujący na pozycji niskiego skrzydłowego.

## Osiągnięcia
Na podstawie, o ile nie zaznaczono inaczej.
NCAA
- Uczestnik rozgrywek:
  - II rundy turnieju NCAA (1985)
  - turnieju NCAA (1984, 1985)
- Mistrz:
  - turnieju konferencji Western Athletic Conference (WAC – 1984)
  - sezonu regularnego WAC (1984, 1985)
- Zaliczony do I składu WAC (1984)

Reprezentacja
- Mistrz igrzysk panamerykańskich (1983)[3]
- Wicemistrz świata (1982)[4][5]